# Mermet
Mermet is een plaats in het Poolse district  Starogardzki, woiwodschap Pommeren. De plaats maakt deel uit van de gemeente Lubichowo en telt 41 inwoners.